# Mikael Pernfors
Mikael Pernfors, né le 16 juillet 1963 à Malmö, est un joueur de tennis professionnel suédois.

## Biographie
Mikael Pernfors fait ses débuts dans le tennis professionnel en 1985. Mais il est resté célèbre pour son parcours à Roland Garros en 1986 quand il se hisse à la surprise générale jusqu'à la finale des Internationaux de France de tennis face à Ivan Lendl. Le joueur suédois s'incline 6-3, 6-2, 6-4 face au Tchèque, après avoir créé la surprise en quart de finale puis en demi-finale en écartant Boris Becker et Henri Leconte. C'est son plus grand fait d'armes même si en fin d'année, il joue la finale de la Coupe Davis avec la Suède contre l'Australie. Il y perd un match épique en cinq manches contre Pat Cash. Il ne confirme pas cette année bénie même si quatre ans plus tard, en 1990, il parvient en quart de finale de l'Open d'Australie.
Mikael Pernfors a remporté trois tournois sur le circuit professionnel de l'ATP. En 1988, à Los Angeles, en battant Andre Agassi en finale sur le score de 6-1, 7-5. Il récidive un mois plus tard à Scottsdale, en Arizona, face à Glenn Layendecker. En 1993, il gagne le Masters du Canada en battant l'Américain Todd Martin (2-6, 6-2, 7-5).
Mikael Pernfors poursuit aujourd'hui sa carrière sur le circuit senior. Il est champion du monde dans la catégorie des plus de 50 ans en 2014 et 2016.

## Palmarès

### Titres en simple messieurs
| No | Date       | Nom et lieu du tournoi    | Catégorie | Dotation    | Surface    | Finaliste         | Score         |  |
| -- | ---------- | ------------------------- | --------- | ----------- | ---------- | ----------------- | ------------- |  |
| 1  | 19-09-1988 | Volvo Tennis, Los Angeles |           | 297 500 $   | Dur (ext.) | Andre Agassi      | 6-2, 7-5      |  |
| 2  | 03-10-1988 | Eagle Classic, Scottsdale |           | 297 500 $   | Dur (ext.) | Glenn Layendecker | 6-2, 6-4      |  |
| 3  | 26-07-1993 | Canadian Open, Montréal   | Super 9   | 1 400 000 $ | Dur (ext.) | Todd Martin       | 2-6, 6-2, 7-5 |  |

### Finales en simple messieurs
| No | Date       | Nom et lieu du tournoi                           | Catégorie | Dotation  | Surface      | Vainqueur    | Score         |          |
| -- | ---------- | ------------------------------------------------ | --------- | --------- | ------------ | ------------ | ------------- | -------- |
| 1  | 26-05-1986 | Roland-Garros, Paris                             | G. Chelem | NC $      | Terre (ext.) | Ivan Lendl   | 6-3, 6-2, 6-4 | Parcours |
| 2  | 15-02-1988 | US National Indoor Tennis Championships, Memphis |           | 297 500 $ | Dur (int.)   | Andre Agassi | 6-4, 6-4, 7-5 |          |

### Titre en double messieurs
| No | Date       | Nom et lieu du tournoi                      | Catégorie | Dotation  | Surface      | Partenaire        | Finalistes                 | Score         |  |
| -- | ---------- | ------------------------------------------- | --------- | --------- | ------------ | ----------------- | -------------------------- | ------------- |  |
| 1  | 08-05-1989 | US Men's Clay Court Championship Charleston |           | 190 000 $ | Terre (ext.) | Tobias Svantesson | Agustín Moreno Jaime Yzaga | 6-4, 4-6, 7-5 |  |

### Finales en double messieurs
| No | Date       | Nom et lieu du tournoi                          | Catégorie | Dotation  | Surface      | Vainqueurs              | Partenaire     | Score    |  |
| -- | ---------- | ----------------------------------------------- | --------- | --------- | ------------ | ----------------------- | -------------- | -------- |  |
| 1  | 13-07-1987 | MercedesCup Stuttgart                           |           | 200 000 $ | Terre (ext.) | Rick Leach Tim Pawsat   | Magnus Tideman | 6-3, 6-4 |  |
| 2  | 15-02-1988 | US National Indoor Tennis Championships Memphis |           | 297 500 $ | Dur (int.)   | Kevin Curren David Pate | Peter Lundgren | 6-2, 6-2 |  |

## Parcours dans les tournois duGrand Chelem

### En simple
| Année | Open d'Australie | Open d'Australie | Internationaux de France | Internationaux de France | Wimbledon      | Wimbledon   | US Open         | US Open      | Open d'Australie | Open d'Australie |
| ----- | ---------------- | ---------------- | ------------------------ | ------------------------ | -------------- | ----------- | --------------- | ------------ | ---------------- | ---------------- |
| 1984  | n.o.             | n.o.             | —                        | —                        | —              | —           | 1er tour (1/64) | S. Colombo   | —                | —                |
| 1985  | n.o.             | n.o.             | —                        | —                        | —              | —           | 1er tour (1/64) | A. Järryd    | —                | —                |
| 1986  | n.o.             | n.o.             | Finale                   | I. Lendl                 | 1/8 de finale  | Bo. Becker  | 2e tour (1/32)  | A. Chesnokov | n.o.             | n.o.             |
| 1987  | —                | —                | 1er tour (1/64)          | T. Benhabiles            | 1/8 de finale  | J. Connors  | 1er tour (1/64) | C. Bergström | n.o.             | n.o.             |
| 1988  | —                | —                | 1er tour (1/64)          | L. Mattar                | —              | —           | 3e tour (1/16)  | M. Wilander  | n.o.             | n.o.             |
| 1989  | 3e tour (1/16)   | M. Schapers      | 1er tour (1/64)          | J. Arias                 | 2e tour (1/32) | P. Lundgren | 1/8 de finale   | Bo. Becker   | n.o.             | n.o.             |
| 1990  | 1/4 de finale    | Y. Noah          | —                        | —                        | —              | —           | 1er tour (1/64) | M. Chang     | n.o.             | n.o.             |
| 1991  | —                | —                | —                        | —                        | —              | —           | 1er tour (1/64) | A. Chesnokov | n.o.             | n.o.             |
| 1992  | —                | —                | —                        | —                        | —              | —           | 1er tour (1/64) | A. Agassi    | n.o.             | n.o.             |
| 1993  | —                | —                | —                        | —                        | —              | —           | 2e tour (1/32)  | M. Wilander  | n.o.             | n.o.             |
| 1994  | 1er tour (1/64)  | A. Mansdorf      | 1er tour (1/64)          | L. Jonsson               | —              | —           | —               | —            | n.o.             | n.o.             |

N.B. : à droite du résultat se trouve le nom de l'ultime adversaire.

### En double
| Année | Open d'Australie | Open d'Australie | Internationaux de France | Internationaux de France  | Wimbledon | Wimbledon | US Open                    | US Open                | Open d'Australie | Open d'Australie |
| ----- | ---------------- | ---------------- | ------------------------ | ------------------------- | --------- | --------- | -------------------------- | ---------------------- | ---------------- | ---------------- |
| 1982  | n.o.             | n.o.             | 2e tour (1/16) Moretton  | J.L. Damiani R. Ycaza     | —         | —         | —                          | —                      | —                | —                |
| 1983  | n.o.             | n.o.             | —                        | —                         | —         | —         | —                          | —                      | —                | —                |
| 1984  | n.o.             | n.o.             | —                        | —                         | —         | —         | —                          | —                      | —                | —                |
| 1985  | n.o.             | n.o.             | —                        | —                         | —         | —         | —                          | —                      | —                | —                |
| 1986  | n.o.             | n.o.             | 1er tour (1/32) Lundgren | Benhabiles J.-P. Fleurian | —         | —         | 1er tour (1/32) Gunnarsson | De Palmer G. Donnelly  | n.o.             | n.o.             |
| 1987  | —                | —                | —                        | —                         | —         | —         | —                          | —                      | n.o.             | n.o.             |
| 1988  | —                | —                | 1/8 de finale J. Nyström | A. Gómez E. Sánchez       | —         | —         | 2e tour (1/16) J. Nyström  | M. Flur Giammalva      | n.o.             | n.o.             |
| 1989  | —                | —                | —                        | —                         | —         | —         | 1er tour (1/32) Svantesson | S. DeVries Matuszewski | n.o.             | n.o.             |

N.B. : le nom du ou de la partenaire se trouve sous le résultat ; le nom des ultimes adversaires se trouve à droite.

## Parcours dans lesMasters 1000
| Année | Indian Wells | Miami              | Monte-Carlo | Hambourg | Rome | Canada             | Cincinnati             | Stockholm        | Paris |
| ----- | ------------ | ------------------ | ----------- | -------- | ---- | ------------------ | ---------------------- | ---------------- | ----- |
| 1990  | —            | 1er tour J. Pugh   | —           | —        | —    | —                  | —                      | —                | —     |
| 1991  | —            | —                  | —           | —        | —    | —                  | 2e tour J. Courier     | —                | —     |
| 1992  | —            | —                  | —           | —        | —    | —                  | —                      | —                | —     |
| 1993  | —            | 3e tour J. Courier | —           | —        | —    | Victoire T. Martin | 1er tour M. Washington | 2e tour M. Stich | —     |

N.B. : sous le résultat se trouve le nom de l’ultime adversaire.